# 8-idrossiquercetina 8-O-metiltransferasi
La 8-idrossiquercetina 8-O-metiltransferasi è un enzima appartenente alla classe delle transferasi, che catalizza la seguente reazione:
S-adenosil-L-metionina + 3,5,7,8,3',4'-esaidrossiflavone ⇄ S-adenosil-L-omocisteina + 3,5,7,3',4'-pentaidrossi-8-metossiflavone
L'enzima agisce anche sull'8-idrossikaempferolo, ma non sui glicosidi degli 8-idrossiflavonoli. Deriva dai germogli dei fiori di Lotus corniculatus.